# Финский национализм

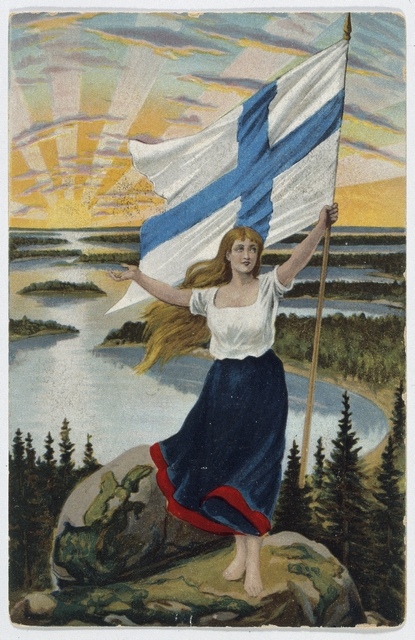
Олицетворение девушки-Финляндии на открытке 1906 года

Финский национализм (фин. Suomalainen nationalismi) — идеология которая возникла как политическое явление в XIX веке. Понятия Финляндия, финны, финский народ и финская нация начали распространяться ещё в XVIII веке. Молодое образованное сословие сознательно формировало в XIX столетии финскую нацию и государство посредством создания национальной философии, историографии, романов и поэзии. Представители финского движения (фенноманы) стремились возвысить финский язык до уровня культурного и государственного языка в стране.
После провозглашения независимости Финляндии в декабре 1917 года национальная идея обрела новое содержание, став формой всеобщего патриотизма. На первый план вышел языковой вопрос, стремление движения «истинных финнов» (фин. aitosuomalaiset) улучшить положение финского языка по сравнению со шведским языком. К середине 1930-х годов национальное мышление и национальная позиция проникли практически во все слои финского общества, однако при этом стали более примирительными, поскольку языковой вопрос к тому моменту был уже решён. В 2010-х годах единственной парламентской партией Финляндии, открыто называющей себя националистической, являются Истинные финны (фин. Perussuomalaiset).

## Возникновение финской национальной идеи в XVIII веке
Идеи финского националиизма, активно начали распространяться в XVIII веке, однако в эпоху шведского правления над финляндией они ещё не связывались с идеей самостоятельного государства. По мнению некоторых шведских исследователей, уже тогда в Швеции Финляндию воспринимали как чётко очерченную часть королевства, а её население, по крайней мере частично, осознавало свою отдельную идентичность. Однако с точки зрения государственной юриспруденции существовал лишь один народ  подданные Швеции.
В Финляндии, например представитель феннофильского течения Даниэль Юслиниус уже в начале XVIII века употреблял понятия «отечество» и «нация», связывая их с сильным отождествлением себя с Финляндией и финнами. Также другой финский историк Хенрик Габриэль Портан в своих лекциях в 1780-х годах последовательно использовал понятие финской нации, хотя и не связывал его с государственным суверенитетом Финляндии.

## Политический национализм в XIX веке

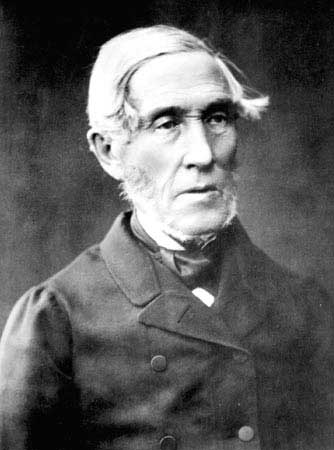
Ю. В. Снельман, «строитель» финской нации.

Финский национализм как политическое явление возник в XIX веке в период вхождения Финляндии в состав Российской империи, после того как в 1809 году страна стала Великим княжеством Финляндским. Новое политическое понимание нации постепенно стало проникать в сознание населения, и в публичной сфере зародился новый способ обоснования существования национального государства. Языковые и культурные традиции финского народа начали рассматриваться как основа будущей государственности. С возникновением финскоязычной прессы в 1820-х годах идеи национального строительства получили финское выражение. Началась работа над историей финского народа, в которой акцент делался на этноязыковом единстве в прошлом и политическом единстве в будущем. Также понятия этнической и юридической нации стали взаимосвязаны. Радикальные идеи национальной политики, в частности, высказывал  финский шведскоязычный поэт Адольф Ивар Арвидссон за что впоследствии был выслан из страны.
В 1830-х годах на общественную арену вышло молодое поколение интеллигенции, в которое входили финские писатели как Элиас Лённрот, Йохан Рунеберг, Снельман, Юхани и Топелиус, Сакариас. Их понимание национального духа основывалось на сохранении языка и обычаев народа, просвещении и развитии национальной высокой культуры. Эти четыре писателя целенаправленно строили в последующие десятилетия финскую нацию и государство, создавая национальную философию, историографию, художественную литературу и поэзию. Лённрот составил карело-финский национальный эпос Калевала, а Снелльман в своих сочинениях активно продвигал идею укрепления политического статуса Великого княжества Финляндского. Институт Снелльмана называет Й. В. Снелльмана, среди прочего, «архитектором» и «сценаристом» нации.
В учебнике Юрьё-Коскинена История финского народа (1869–1873) выражена идея, что движущей силой государственной эволюции является сам народ. Идея национального государства стала более осязаемой и политизированной; принципы народного суверенитета и народного представительства вновь вышли на передний план. В 1870-х годах финский национализм приобрёл новое политическое содержание, и важнейшим вопросом стало расширение сферы политики и вызов устоявшимся структурам власти от имени народа. Такие фенноманы, как Коскинен, делали ставку на массовую организацию народного просвещения и стремились сформировать волю народа, получив поддержку финскоязычного большинства. В свою очередь, либералы опасались за единство страны и подчёркивали неделимость отечества и финского народа, несмотря на существование двух языков.
Происхождение финской национальной идеи нередко рассматривается как своеобразная реакция на позднюю индустриализацию. Индустриализация усилила потребность в унификации и национальном единстве, что способствовало стандартизации образования рабочей силы и облегчению её мобильности. Подобное развитие происходило, например, в Эстонии. Национальная идея также способствовала укреплению самосознания финновили, по крайней мере, их более привилегированных слоёв.

## На пути к независимости
К концу XIX века в Финляндии усилились русификация, что привело к расколу финского национального движения на сторонников жёсткого сопротивления  конституционалистов, и сторонников компромиссов  так называемых соглашателей. Конституционалистов возглавлял депутат Лео Мехелин, а соглашателей  историк . Даниэльсон-Калмари. Кроме того, возникла нелегальная активистская группа Кагал (фин. Kagaali). Финноязычные фенноманы также разделились на старофиннов и менее уступчивых младофиннов. Гражданские свободы начали отстаивать путём забастовок против властного давления со стороны России. Парламентская реформа 1906 года стала победой для финноязычного национального движения, так как статус шведоязыющей верхушки был приведён в соответствие с её реальной долей в населении. Также была основана организация Финское общество, боровшаяся за права финского языка и за финнизацию имён..
В 1910 году началась новая волна русификации, что вновь вызвало рост пассивного сопротивления и незаконной активистской деятельности. Некоторые начали мечтать о разрыве с Россией  будь то через воссоединение с Швецией или полное обретение независимости. Окончательным толчком к провозглашению независимости стали революционные события в России в 1917 году.

## Между мировыми войнами
После провозглашения независимости Финляндии в декабре 1917 года национальная идея получила новое содержание. Если ранее она была направлена на формирование нации, то теперь стала выражать общее патриотическое стремление сохранить уже существующее государство. Национализм усилился в 1920-х годах по многим причинам. Считалось, что именно национализм спас страну от большевизма, а независимость способствовала росту национальной гордости. Однако националисты были недовольны государственными границами Финляндии, в которые, например, не вошла Восточная Карелия. Их также возмущали высказывания шведоязычных деятелей о якобы расовом и культурном превосходстве финнов и сохраняющееся по языковому законодательству сильное положение шведского языка. Отношения с Швецией и её шведоязычным меньшинством ухудшались и из-за того, что Швеция не была заинтересована в оборонительном союзе с Финляндией.

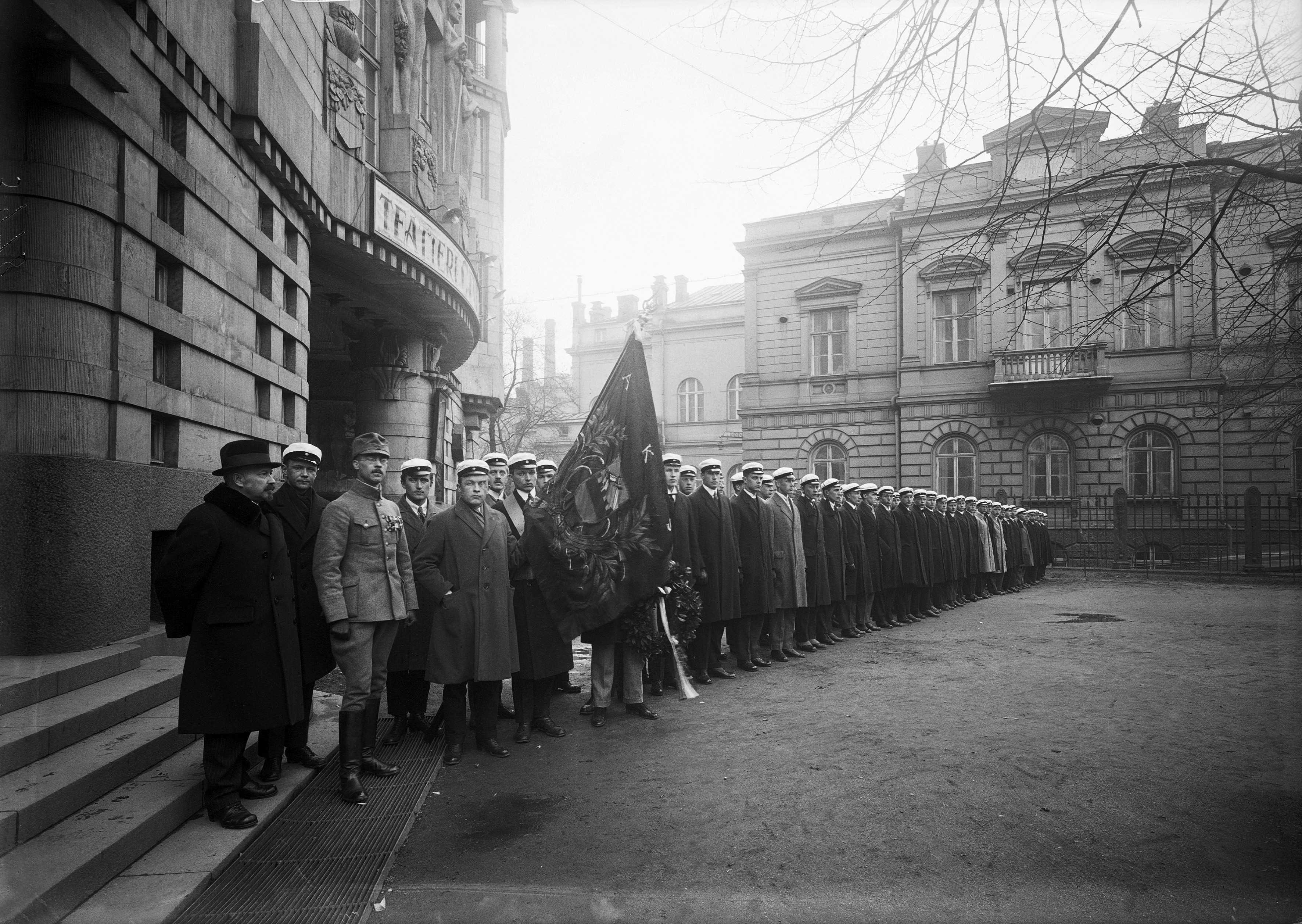
Члены Академического карельского союза.

Важной частью националистической интерпретации истории стало представление гражданской войны как войны за независимость. Финская независимость рассматривалась как героический эпос, в котором национальная свобода была достигнута целенаправленными усилиями. Жертвы и сражения придавались только внутреннему значению, без упоминания международных факторов, сделавших независимость возможной. От фенномании 1800-х годов в патриотизм 1920-х перешёл и языковой вопрос. К середине 1920-х годов так называемые истиннофинны начали требовать, чтобы соотношение между языковыми группами учитывалось, например, при комплектовании кадров в госаппарате и системе образования. Политические и культурные либералы, напротив, ориентировались на космополитизм и интернационализм и отвергали узкий национализм.
Студенческая молодёжь играла ключевую роль в формировании и распространении национальной идеи в межвоенный период. Следуя культурным идеалам буржуазии и сельского населения, студенты активно продвигали идеи национализма, боролись за финский язык и пропагандировали идею Великой Финляндии и Панфинно-угризма. Они стремились избавить не только университет, но и весь Хельсинки от следов шведского и русского влияния. К концу 1920-х годов около четверти студентов Хельсинкского университета состояли в Карельском академическом обществе, входившем в круг «истиннофиннов». В первые два десятилетия независимости в Финляндии было основано множество организаций, которые можно охарактеризовать как националистические. Среди них были также молодёжные объединения и Шюцкор, зачастую выступавшие с националистических позиций. Крупнейшими и наиболее влиятельными из них были Финское общество, Союз истиннофиннов, Академическое карельское общество и Союз независимости.
Отношение левого движения к национализму после гражданской войны было в целом отрицательным. Левые не поддерживали деятельность шюцкоров и не проявляли интереса к языковому вопросу. Например, докладчик Рабочего общества Хельсинки Эрнст Ляхде в 1932 году отмечал, что левые признают положительные стороны национальной идеи  такие как право на родной язык, но отвергают милитаризм и империалистический шовинизм.  Осенью 1929 года возникло Лапуаское движение, объединившее все националистические организации в своей кампании против коммунистов. Когда движение стало прибегать к незаконным действиям, крупные националистические организации отмежевались от этих методов, но продолжили поддерживать его изначальные цели. Перелом наступил только после мятежа в Мянтсяля в 1932 году.
Языковые конфликты и требования националистов о реформе языкового законодательства достигли апогея в 1934–1935 годах. Националистически настроенные студенты организовали массовые протесты, демонстрации, забастовки и митинги по всей стране. К концу 1930-х годов борьба за национальные интересы утратила первостепенное значение в политике. Это было связано с внешнеполитическим курсом на сближение со Скандинавией и реформой университетского законодательства, в результате которой финский язык стал единственным административным языком Хельсинкского университета. Антикоммунизм, культ родственных финнам народов и мечты о Великой Финляндии отступили на второй план. Главными темами стали национальная демократия, государственность и оборона. Национальное мышление распространилось по всему обществу: борьба за финскую идентичность вышла за рамки академических и аграрных кругов и охватила всё финноязычное буржуазное общество. Юбилей Калевалы в 1935 году символизировал окончательное утверждение национализма как доминирующей идеологии в том же году более 74 000 финнов изменили свои фамилии с шведских на финские.

## После войны
После Второй мировой войны напряжённость, связанная с образованием и антипатия к шведоязычным, начали спадать. С 1940-х годов количество финноязычных школ резко возросло, а представительство шведов в бизнесе снизилось. Радикальный национализм также утратил популярность на фоне последствий глобального конфликта. Новая волна национализма началась в 2010-х годах, когда Финляндия столкнулась с ростом числа беженцев. Рост националистических настроений в стране стал частью глобальной тенденции усиления консервативного правого популизма и национализма.
Среди парламентских партий Финляндии открыто националистической с 2010-х годов себя позиционирует партия Истинные финны. Среди других современных националистических организаций  партия Народ Финляндии прежде всего и организации Suomen Sisu.